# کارپلی
کارپلی (انگلیسی: CarPlay) یک استاندارد شرکت اپل است که رادیو یا کنسول خودرو را به یک صفحه نمایش ارتباط می‌دهد و همچنین می‌توان به وسیله آن گوشی موبایل آیفون را نیز کنترل کرد. کارپلی روی تمامی آیفون‌های ۵ و بالاتر که حداقل داری سیستم عامل آی‌اواس ۷٫۱ هستند قابل دسترس می‌باشد.
اکثر تولیدکنندگان خودرو در سراسر جهان گفته‌اند که قصد دارند کارپلی را با سیستم سرگرمی داخل خودرو ترکیب کنند. بسیاری از سخت‌افزارهای صوتی در اکثر خودروها را می‌توان با کارپلی هماهنگ کرد. با توجه به وبسایت اپل تمام تولیدکنندگان مهم خودرو در حال همکاری با کارپلی هستند.

## نرم‌افزار

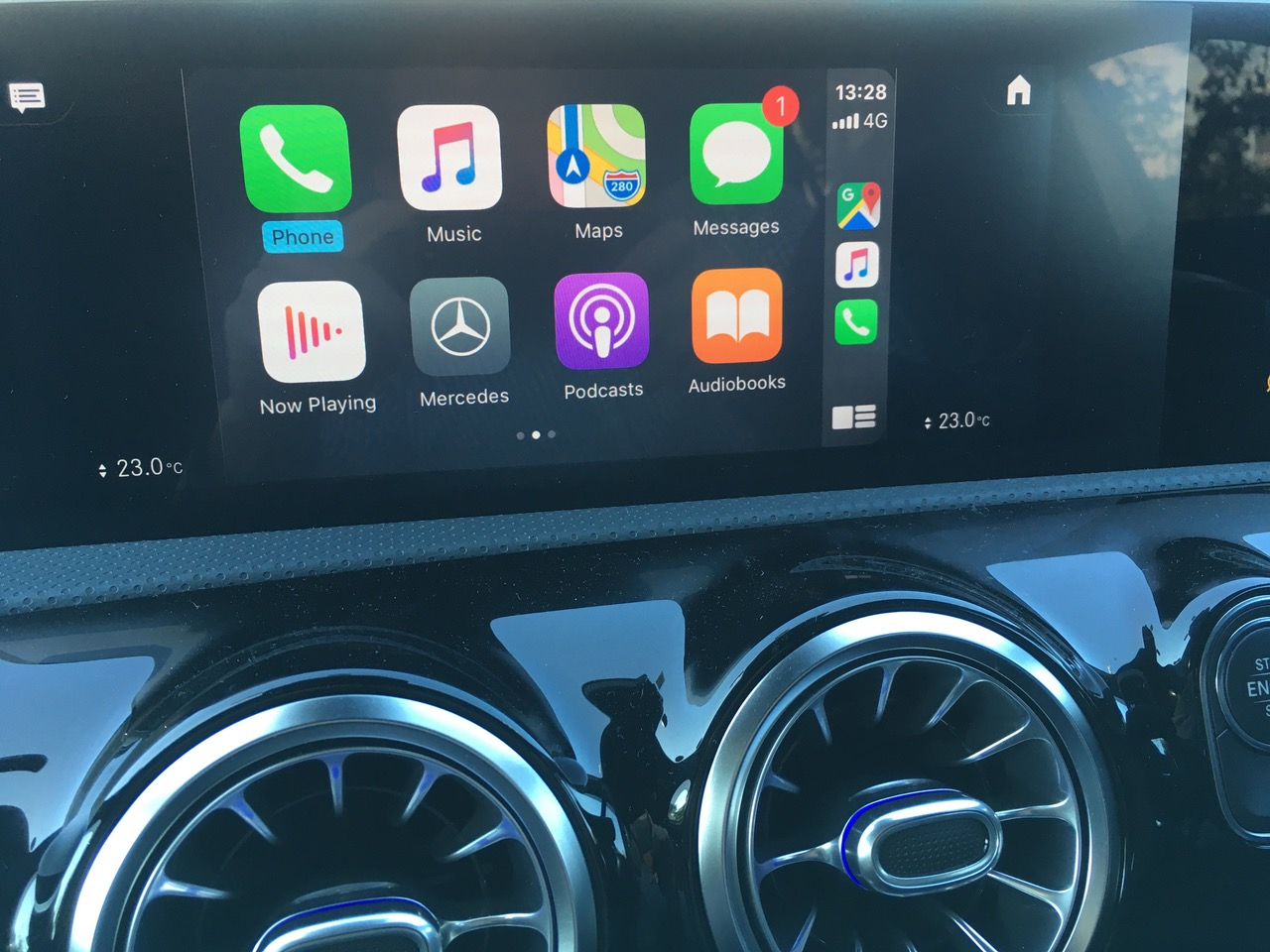
کارپلی.

کارپلی دسترسی به برنامه‌های اپل از قبیل: تلفن، موسیقی، اپل مپس، آی‌مسیج، آی‌بوکس و پادکست‌ها و همچنین برنامه‌های شخص ثالث مانند: آی هارت ریدیو، رادیوپلیر، ات بت، اسپاتیفای، سی‌بی‌اس رادیو، آردیو، اورکست، Audiobooks.com و Audible.com را فراهم می‌کند. توسعه‌دهندگان به دلیل حق توسعه اپل باید برای فعال‌سازی کارپلی به اپل درخواست دهند.

## تولیدکنندگان
خودروهایی دارای کارپلی را از برندهای زیر موجود است:
- اکیورا
- آئودی
- ب‌ام‌و و برندهای: مینی (خودرو) و رولز-رویس موتور کارز
- بنتلی
- بیوک
- کادیلاک
- شورولت
- کرایسلر (شاخه)
- سیتروئن
- داج
- دی اس اتومبیلز
- فراری
- شرکت فورد موتور
- جی‌ام‌سی
- هالدن
- هوندا
- هیوندای موتور
- کیا موتورز
- کوئنیگزگ
- لامبورگینی
- شرکت لینکلن موتور
- مرسدس بنز
- میتسوبیشی موتورز
- نیسان
- اوپل
- پژو
- پورشه
- سیات
- اشکودا
- سوبارو
- سوزوکی
- واکسول
- فولکس‌واگن
- ولوو کارز

برندهای دیگری که هیچ مدل خودرویی با کارپلی ندارند اما اپل اعلام کرده که حامی کارپلی هستند:
- اینفینیتی
- گروه فیات کرایسلر و برندهای: آبارت، آلفا رومئو، فیات اتومبیلز، جیپ و رم تراکس
- جگوار لندرور و برندهای: جگوار کارز و لندرور
- مزدا
- تویوتا

در بازار می‌توان کنسول‌های آلپاین الکترونیکز، کنوود، پایونیر و جی‌وی‌سی را برای کار با کارپلی خریداری کرد.
مانیتوران مرکز تخصصی مالتی مدیای خودرو در این باره توضیحات و مقالات متنوعی منتشر کرده است.